# Ахмед Саєд Абдельнабі
Ахмед Саєд Абдельнабі (араб. احمد سيد عبدالنبي, нар. 20 квітня 2002) — єгипетський футболіст, захисник клубу ЗЕД.
Виступав за молодіжну збірну Єгипту.

## Клубна кар'єра
Народився 20 квітня 2002 року. Вихованець футбольної школи клубу «Аль-Аглі». Дорослу футбольну кар'єру розпочав 2021 року в основній команді того ж клубу, в якій протягом сезону взяв участь у 4 матчах чемпіонату. 
Сезон 2022/23 провів в оренді у клубі «Ель Дахлея», де вже мав постійну ігрову практику.
Влітку 2023 року став гравцем команди ЗЕД.

## Виступи за збірну
З 2023 року залучається до складу молодіжної збірної Єгипту. На молодіжному рівні зіграв у 2 офіційних матчах.
Був заявлений до складу олімпійської збірної Єгипту для участі у футбольному турнірі на Олімпійських іграх у Парижі.

## Статистика виступів

### Статистика клубних виступів
Станом на 22 липня 2024
| Сезон             | Команда           | Чемпіонат         | Чемпіонат | Чемпіонат | Національний кубок | Національний кубок | Національний кубок | Континентальні кубки | Континентальні кубки | Континентальні кубки | Інші змагання | Інші змагання | Інші змагання | Усього | Усього | Усього |
| Сезон             | Команда           | Ліга              | Ігор      | Голів     | Ліга               | Ігор               | Голів              | Ліга                 | Ігор                 | Голів                | Ліга          | Ігор          | Голів         | Ігор   | Голів  |        |
| ----------------- | ----------------- | ----------------- | --------- | --------- | ------------------ | ------------------ | ------------------ | -------------------- | -------------------- | -------------------- | ------------- | ------------- | ------------- | ------ | ------ | ------ |
| 2021–22           | «Аль-Аглі»        | 1Л                | 4         | 0         | КЄ                 | 2                  | 0                  |                      | -                    | -                    |               | -             | -             | 6      | 0      |        |
| 2022–23           | «Ель Дахлея»      | 1Л                | 29        | 0         | КЄ                 | 1                  | 0                  |                      | -                    | -                    |               | -             | -             | 30     | 0      |        |
| 2023–24           | ЗЕД               | 1Л                | 16        | 0         | КЄ                 | 1                  | 0                  |                      | -                    | -                    |               | -             | -             | 17     | 0      |        |
| Усього за кар'єру | Усього за кар'єру | Усього за кар'єру | 49        | 0         |                    | 4                  | 0                  |                      | -                    | -                    |               | -             | -             | 53     | 0      |        |

## Титули і досягнення
- Володар Кубка Єгипту (1):

«Аль-Аглі»: 2021-2022
- Володар Суперкубка КАФ (1):

«Аль-Аглі»: 2021